# Apolinar Mauthner
Apolinar Mauthner, pol. Apolinary Mauthner – c. k. urzędnik.

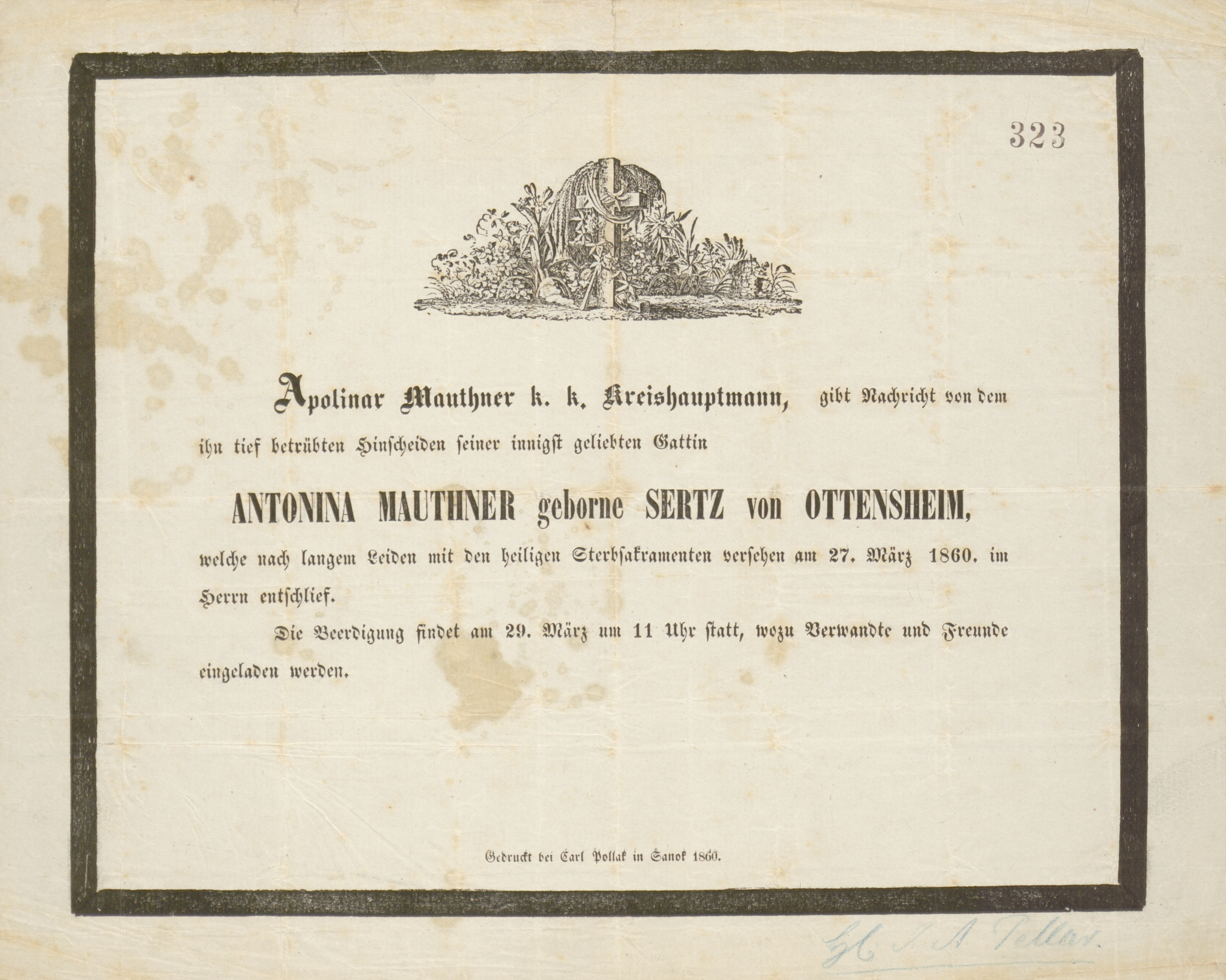
Publiczne zawiadomienie Apolinara Mauthnera o śmierci jego żony Antoniny w 1860 w Sanoku

Wstąpił do służby państwowej Cesarstwa Austrii na obszarze zaboru austriackiego. W pierwszym okresie był zatrudniony w C. K. Guberni Krajowej Królestwa Galicji i Lodomerii we Lwowie jako gubernialny praktykant konceptowy od około 1836 (początkowo przydzielony do obwodu samborskiego do około 1839), po czym w 1845 został mianowany koncepistą gubernialnym i prezydialnym i w tym charakterze pracował do około 1848, następnie od około 1848 pracował w tamtejszym Biurze Prezydialnym jako komisarz obwodowy (Kreiscommissar) 2. klasy. Od około 1850 jako komisarz obwodowy 1. klasy był zatrudniony w urzędzie cyrkułu brzeżańskiego, a wobec nieobsadzonego stanowiska zwierzchnika był kierownikiem urzędu tj. w praktyce przełożonym obwodu w Brzeżanach. W marcu 1854 został mianowany przełożonym obwodu rzeszowskiego i pełnił ten urząd w kolejnych dwóch latach, po czym w grudniu 1856 został mianowany na urząd zwierzchnika (starosty) cyrkułu sanockiego, przybył do Sanoka 8 lutego 1857. Jednym z pierwszych inicjatyw Mauthnera w Sanoku było założenie w mieście szpitala dla chorych, który został otwarty 1 sierpnia 1857. Urząd przełożonego obwodu w Sanoku sprawował do około 1860. Następnie od około 1860 do około 1864 był zwierzchnikiem cyrkułu tarnopolskiego.
Od około 1846 był żonaty z Antoniną z domu Sertz von Ottensheim, zmarłą 27 marca 1860 w Sanoku w wieku 44 lat. Około 1862 otrzymał tytuł honorowego obywatelstwa Sanoka.